# Agabus zimmermanni
Agabus zimmermanni is een keversoort uit de familie waterroofkevers (Dytiscidae). De wetenschappelijke naam van de soort is voor het eerst geldig gepubliceerd in 1920 door Scholz.